# 徐州道
徐州道，清朝江苏省、中华民国初期设置的道。
1644年设立设淮徐兵备道，驻宿迁，後驻徐州，管理徐州、淮安府邳州、宿迁、睢宁县，兼辖山东沂莒等处，管理屯田、河道、水利。1662年，裁撤，并入淮海道。1670年设分巡淮徐道，驻徐州，管河工事务。1678年，驻宿迁县。1696年，不再管理河工。1700年，驻清江浦。1724年，增辖邳州直隶州。1732年，驻宿迁。1743年，改为淮徐河道，不再分巡地方。1748年，分巡淮徐道辖邳宿虹桃源等处，按察使司副使衔。1758年驻徐州府。1765年分巡徐州府、海州直隶州、淮安府桃源县。1767年，加兵备衔。1768年，改名淮徐海道。嘉庆年间，通称徐州道。1860年，并入淮徐扬海道。1865年，设徐海河务兵备道，驻徐州府，下辖徐州府、海州直隶州河务、分巡事务。1877年，海州属于淮扬道，改名分巡徐州河务兵备道。
1913年7月以清末徐州府区域设置，治所在铜山县（今江苏省徐州市）。属江苏省。辖铜山、丰县、沛县、萧县、砀山、邳县、宿迁、睢宁等县。辖区约当今江苏省睢宁、宿迁、新沂等市县西北地区，以及安徽省砀山、萧县二县地。1914年6月废并设立徐海道。 